# Quintero, León y Quiroga
Quintero, León y Quiroga fue un trío de compositores, poetas y músicos andaluces, reconocidos por su autoría conjunta de muchas canciones populares en el género de la copla; eran Antonio Quintero, Rafael de León y Manuel Quiroga.

## Trayectoria
Al componer, Quintero escribía los sainetes de los espectáculos que estrenaban y coordinaba la parte teatral con las canciones, en las que también colaboraba con Rafael de León, aunque la responsabilidad de las letras recaía generalmente en Rafael de León y la música era parte exclusiva de Quiroga. El reparto de funciones era el siguiente: Quintero era el encargado de darle cuerpo dramático a la obra, León aportaba la parte lírica y poética y Quiroga la parte musical. La primera vez que trabajaron juntos fue con el espectáculo Ropa tendida, en 1942. Lo hicieron para Concha Piquer y lo pagó el torero Antonio Márquez, que entonces era amante de la artista, porque no se podía casar con ella debido a su matrimonio con una cubana. Por eso, Rafael de León le escribió a Concha Piquer El romance de la otra: "Yo soy la otra, la otra,/y a nada tengo derecho,/porque no llevo un anillo,/con una fecha por dentro".
En el repertorio de la copla andaluza, a esta tríada de autores se pueden sumar los maestros Salvador Valverde, José Antonio Ochaíta, Juan Solano, Xandro Valerio y Juan Mostazo y Ramón Perelló.
Las coplas de Quintero, León y Quiroga han sido cantadas por las más importantes voces del género, tanto en su época como en la actualidad: Concha Piquer, Juanita Reina, Miguel de Molina, Antonio Amaya, Lola Flores, Carmen Florido, Rosa Morena, Rocío Jurado, Marujita Díaz, Manolo Caracol, Luisa Ortega, Nati Mistral, Sara Montiel, Marifé de Triana, Isabel Pantoja, Pasión Vega, Martirio, Pilar Boyero,  La Paquera de Jerez, Miguel Poveda, Juanito Valderrama y Canut Reyes (Gipsy Kings) entre otros.
Conocer personalmente a la cupletista Concha Piquer, la más destacada figura de la canción de la época, cuando esta actuaba en Sevilla en el Teatro Lope de Vega, fue un momento de especial importancia en los inicios de la carrera del poeta Rafael de León. En 1932 Rafael de León comienza su aventura madrileña de la mano del músico, también sevillano, Manuel Quiroga con vistas al lanzamiento a nivel nacional del trío más famoso de la música española de todos los tiempos: "Quintero, León y Quiroga". Sus más de cinco mil canciones registradas dan una idea de la gran productividad que alcanzó esta asociación. Pasada la Guerra Civil, la dictadura del general Franco bendijo y promovió un género llamado folclore español, aunque sus orígenes eran puramente andaluces. Aquella generación de racionamientos y carencias tuvo a cambio una abundante ración de coplas en la naciente radiodifusión. Quintero, León y Quiroga tenían la clave del éxito, poseían "la marca de fábrica" más conocida de la música en aquel periodo y llegaban al público a través de la radio.
Tras una larga época de éxitos incesantes, se inicia un cierto aperturismo cultural y con él llegan ritmos musicales distintos, especialmente la trepidante música que triunfa en Estados Unidos. Las canciones de Quintero, León y Quiroga ya no sintonizan tan fácilmente con las nuevas generaciones. En la década de los sesenta, una juventud más politizada y antifranquista comienza a despreciar a las folclóricas y a una música que se les antoja más regional que "española". Y empieza un declive que lleva a Rafael de León y sus compañeros artísticos a casi un creciente e injusto olvido. Rafael de León todavía paladea el éxito, en esta su última etapa, escribiendo letras que cantan Nino Bravo, Raphael y Rocío Dúrcal, llegando a ganar el III Festival de Benidorm, en el año 1961, con «La luna de Benidorm». Incluso consigue que los jóvenes compositores, como Augusto Algueró y Manuel Alejandro, musicaran sus textos.
Joan Manuel Serrat hacía referencia a los tres compositores como símbolo de una época en su canción «Temps era temps» y también los citó el cantautor Joaquín Sabina en sus canciones «Doble vida» y «Más de cien mentiras»; esta última canción es cantada junto a Serrat en su gira Dos pájaros de un tiro y plasmada posteriormente en un disco.

## Composiciones (parcial)
Compusieron entre otras, las siguientes canciones (en ocasiones con otros autores, según se especifica), muchas de ellas entre las de mayor recaudación y popularidad en España entre 1940 y 1965:
- Ojos verdes (1937) por Rafael de León, Manuel Quiroga y Salvador Valverde[2]
- A la lima y al limón (1940). Rafael de León y Manuel Quiroga.
- Tatuaje (1941). Rafael de León y Manuel Quiroga (junto a Xandro Valerio).
- La niña de la estación (1942). Rafael de León y Manuel Quiroga (junto a Luis Fernández Ardavín ).
- Copla de los siete niños (1943).
- La Lirio (1944). Rafael de León y Manuel Quiroga (junto a José Antonio Ochaíta).
- La Zarzamora (1946).[3]
- Francisco Alegre (1947).
- Romance de la Reina Mercedes (1948).
- Y sin embargo te quiero (1948).
- Pena, penita, pena (1951).[4]
- Enamorada (1961). Rafael de León (con Augusto Algueró).
- A tu vera (1962). Rafael de León (con Juan Solano).
- La niña de fuego.
- No me quieras tanto
- Romance de valentía
- Yo soy ésa.
- Limosna de amores.
- Capote de grana y oro.
- La Salvaora.
- ¡Ay, España mía!.
- Amante de abril y mayo por Quintero y León (letras), Quiroga (música).

- La otra.